# Sommer-Paralympics 2012/Teilnehmer (Guinea-Bissau)
| stlisierte Goldmedaille | stlisierte Silbermedaille | stlisierte Bronzemedaille |
| ----------------------- | ------------------------- | ------------------------- |
| —                       | —                         | —                         |

Guinea-Bissau entsandte zu den Paralympischen Sommerspielen 2012 in London zwei Sportler –  eine Frau und ein Mann. Es war die erste Teilnahme des afrikanischen Landes bei paralympischen Spielen.

## Teilnehmer nach Sportart
| Athleten            | Wettbewerb | Vorlauf / Vorkampf | Vorlauf / Vorkampf | Halbfinale   | Halbfinale | Finale       | Finale | Rang |
| Athleten            | Wettbewerb | Zeit / Weite       | Rang               | Zeit / Weite | Rang       | Zeit / Weite | Rang   | Rang |
| ------------------- | ---------- | ------------------ | ------------------ | ------------ | ---------- | ------------ | ------ | ---- |
| Frauen              |            |                    |                    |              |            |              |        |      |
| Ussumane Cande      | 100 m T46  |                    |                    | –            | –          |              |        |      |
| Ussumane Cande      | 400 m T46  |                    |                    | –            | –          |              |        |      |
| Männer              |            |                    |                    |              |            |              |        |      |
| Cesar Lopes Cardoso | 400 m T46  |                    |                    | –            | –          |              |        |      |